# 반상윤
반상윤(1979년 1월 23일 ~ )은 대한민국의 배우이다.

## 학력
- 서울예술대학교 연극과

## 출연

### 방송

#### 드라마
- 2011년 JTBC 《인수대비》 - 윤구 역
- 2013년 JTBC 《궁중잔혹사 꽃들의 전쟁》 - 용골대 역
- 2013년 KBS 2TV 《은희》 - 넙치 역
- 2014년 KBS 1TV 《고양이는 있다》 - 황태수 역
- 2014년 OCN 《나쁜 녀석들》
- 2015년 KBS 2TV 《별이 되어 빛나리》
- 2017년 KBS 2TV 《그 여자의 바다》 - 망치 역
- 2017년 KBS 1TV 《무궁화 꽃이 피었습니다》 - 박용수 역
- 2017년 KBS 1TV 《미워도 사랑해》
- 2018년 KBS 2TV 《차달래 부인의 사랑》
- 2020년 KBS 1TV 《기막힌 유산》 - 오 사장 역
- 2020년 KBS 2TV 《비밀의 남자》 - 최동식 역
- 2021년 KBS 2TV 《오케이 광자매》 - 김 형사 역
- 2022년 KBS 1TV 《태종 이방원》 - 이천우 역
- 2022년 KBS 1TV 《내 눈에 콩깍지》 - 흥신소 직원 역
- 2023년 KBS 2TV 《두뇌공조》 - 이창용 역
- 2024년 KBS 2TV 《고려거란전쟁》

### 공연

#### 연극
- 2008년 《장정일의 일월》 - 조고 참모관 역
- 2008년 《고곤의 선물》 - 크롬웰 역
- 2009년 《광수생각》 - 광수부 구일 역
- 2010년 《심판》 - 부지배인 역
- 2010년 《이오카스테》 - 오이디푸스 역
- 2010년 《휘가로의 결혼》 - 발토르 역